# Apodocephala
Apodocephala je biljni rod iz porodice glavočika smješten u podtribus Lowryanthinae, dio tribusa Athroismeae. Postoji devet taksonomski priznatih vrsta i sve su madagaskarski endemi. Poznatija vrsta je drvo Apodocephala pauciflora kojre raste po istočnim i sjevernim krajevima otoka.
Rod je opisan 1885.

## Vrste
1. Apodocephala angustifolia Humbert
2. Apodocephala begueana Humbert
3. Apodocephala coursii Humbert
4. Apodocephala minor Scott Elliot
5. Apodocephala multiflora Humbert
6. Apodocephala oliganthoides Humbert
7. Apodocephala pauciflora Baker
8. Apodocephala radula Humbert
9. Apodocephala urschiana Humbert